# الشنن (أولاد الصغير)
الشنن هو دُوَّار يقع بجماعة لعثامنة، إقليم بركان، جهة الشرق في المملكة المغربية. ينتمي الدوّار لمشيخة أولاد الصغير التي تضم 4 دواوير. يقدر عدد سكانه بـ 782 نسمة حسب الإحصاء الرسمي للسكان والسكنى لسنة 2004.

## روابط خارجية
- البوابة الوطنية للجماعات الترابية
- المندوبية السامية للتخطيط